# Shikata ga nai

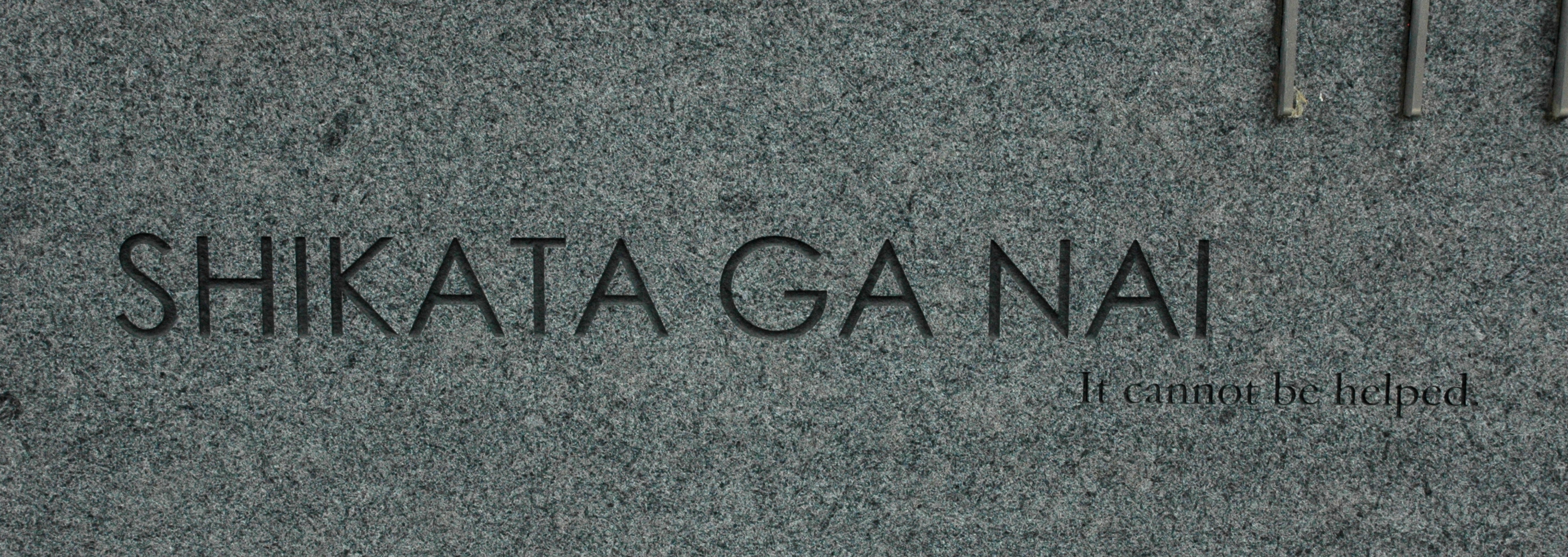
Inscripție gravată în marmură din California.

Shikata ga nai (仕方がない?), [ɕi̥kata ɡa nai] este o expresie în japoneză însemnând: Nu e nimic de făcut sau Nu se poate schimba nimic. Sho ga nai ((しょうがない)?), [ɕoː ɡa nai] este o alternativă. Este numele acordat mentalității japoneze de resemnare în fața condițiilor dificile de trai în timpul ocupației americane după al doilea război mondial.
După cutremurul din 11 martie 2011, japonezii simt din nou acest sentiment de neputință, de demisie. Shikata ga nai este sursa atitudinii de acceptare a inevitabilului.
În lupta împotriva fumatului pasiv, orașul Tokyo interzice mai strict fumatul în spațiile publice. Fumătorii tokyoți sunt afectați de shikata ga nai.
Robert Guillain, în cartea sa, Japonia a treia cea mai mare, asociază shikata ga nai cu rusescul nicevo  (nimic), pe care Stefan Zweig, în lucrarea sa, Vagonul sigilat îl traduce: „Nu face nimic“ .

## În cultura populară

### Literatură
- În cartea ei Rămas bun de la Manzanar, Jeanne Wakatsuki Houston consacră un capitol conceptului și îl folosește pentru a explica de ce americanii de descendență japoneză nu au prea reacționat la internarea americanilor japonezi în timpul celui de-Al Doilea Război Mondial.
- În manga Gen din Hiroshima, câțiva cetățeni din Hiroshima folosesc fraza pentru a explica de ce acceptă legea marțială și condițiile de viață sub limita sărăciei.
- In Trilogia Marte a lui Kim Stanley Robinson, fraza este tradusă ca "n-avem de ales", [5] introdusă de personajul Hiroko Ai; ulterior, motto-ul este folosit în mod regulat între primii coloniști marțieni atunci când trăiesc o situație care permite doar singură soluție. Shikata Ga Nai este, de asemenea, titlul celei de-a opta părți a primului volum Marte roșu.[6]
- În romanul său Shogun, James Clavell folosește fraza în forma greșită Shigata ga nai.

## Vezi și
- Limbile japonice
- Pronunția japonezei